# Aldearrubia
Aldearrubia là một đô thị ở tỉnh Salamanca, phía tây Tây Ban Nha, cộng đồng tự trị Castile-Leon. Đô thị này có cự ly 14 kilômét so với tỉnh lỵ Salamanca và có dân số 512 người. Diện tích là 32,84 km².
Aldearrubia nằm ở khu vực có độ cao 812 mét trên mực nước biển.